# République partisane du Haut-Montferrat
septembre 1944 – 2 décembre 1944
Entités précédentes :
- République sociale italienne

Entités suivantes :
- République sociale italienne

La République partisane de l'Alto Monferrato est une éphémère république partisane italienne qui a existé entre septembre et le 2 décembre 1944 dans l'Alto Monferrato, au Piémont, dans le nord-ouest de l'Italie, en tant que résistance locale face au fascisme italien durant la Seconde Guerre mondiale.